# Kommt, ihr G’spielen

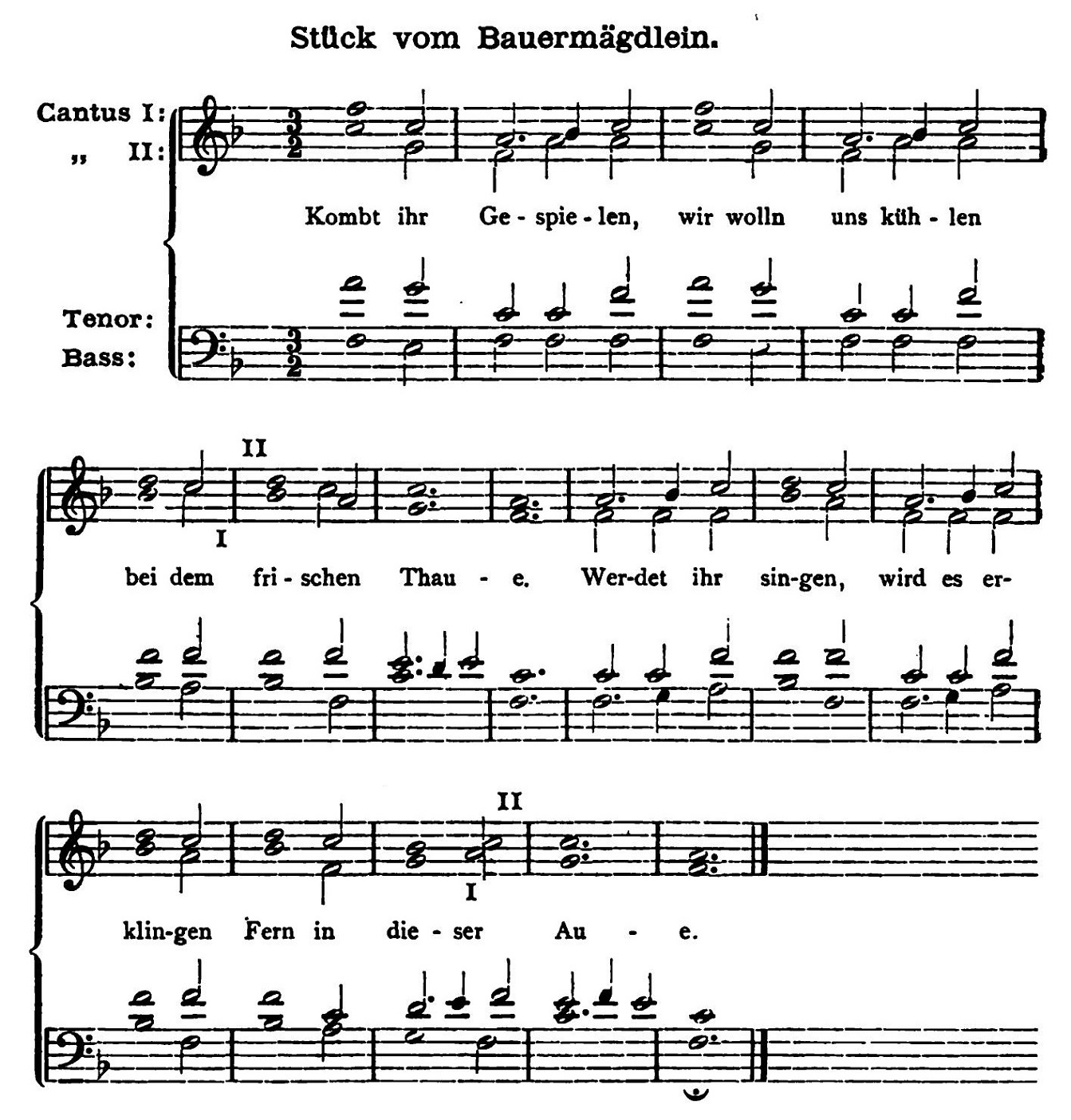
Kommt, ihr G’spielen bei Melchior Franck (1630)

Kommt, ihr G’spielen ist ein Volkslied, das sich im 4-stimmigen Satz bei Melchior Franck (um 1580–1639) findet. Die reigenartige Weise im 6/4-Takt wird auf etwa 1537 datiert.

## Geschichte
Es wird vermutet, dass das Lied zunächst Bestandteil eines Singspiels war, in dem Jungen und Mädchen sich gegenseitig necken und das ein Teil des Brauchtums zum Winteraustreiben war. Englische Komödianten brachten es in die Niederlande; von dort breitete es sich nach Deutschland aus. Eine ähnliche Verwendung beim Sommergewinnen wird für Thüringen beschrieben.
Melchior Franck griff auf das Volkslied in einem der acht Zwischenspiele seines Actus oratorius von der Zerstörung Jerusalems (1630) zurück.

## Aufnahmen
1989 ist das Lied auf dem Album Gesellige Zeit erschienen, auf der es von den Basler Madrigalisten unter Fritz Näf und dem Ensemble Galliarda Basel interpretiert wurde. Das Lied wurde 2001 von den Augsburger Domsingknaben aufgenommen und 2005 auf dem CD-Album Kommt, ihr G’spielen veröffentlicht. Es wurde ferner vom Windsbacher Knabenchor auf seinem Album Deutsche Volkslieder interpretiert.

## Text
Kommt, ihr G’spielen, wir woll’n uns kühlen,

Bei diesem frischen Taue

Werdet ihr singen, wird es erklingen

fern in dieser Aue.

Hört, ihr Gsellen, die Hündlein bellen,

Was wollen wir beginnen?

Lasset uns kriegen, lasset uns siegen,

Sommerlust gewinnen.

Hört, ihr Knaben, ihr schwarzen Raben,

Wollt ihr mit Mägdlein fechten?

Wehret euch rühmlich, wollen wir kühnlich

Um den Sommer rechten.

Auf, ihr Brüder, singt hoch und nieder,

Den Sommer zu gewinnen.

Ist es nicht Schande, weit in dem Lande,

Wenn wir uns besinnen.

Kommt ihr alle mit großem Schalle,

Wir woll’n den Mai begrüßen,

Wenn wir recht singen, wird es erklingen,

Uns die Zeit versüßen.

## Melodie
Quelle